# Albacete Balompié
L'Albacete Balompié, chiamato comunemente Albacete, è una società calcistica spagnola di Albacete, città della Castiglia-La Mancia. Milita in Segunda División, la seconda serie del campionato spagnolo e gioca le partite casalinghe allo stadio Carlos Belmonte. 
Fondato nel 1904, assunse l'attuale denominazione nel 1941 e divenne una Sociedad Anónima Deportiva (SAD) nel 1992. È l'unico club della Castiglia-La Mancia ad aver militato nella Primera División, categoria in cui ha esordito nel 1991-1992 e in cui ha disputato 7 stagioni. 
La squadra è soprannominata Queso Mecánico, cioè "Formaggio meccanico" (l'Albacete, bianco), in contrapposizione con "Arancia meccanica" (la nazionale olandese, arancione).

## Storia
La società fu fondata il 1º agosto 1940 con il nome di Albacete Foot-ball Association dalla fusione del CD Nacional e del SD Albacete con lo scopo di creare un club più potente che rappresentasse la città, il nome fu cambiato un anno dopo in Albacete Balompié quando la Federazione emanò una circolare in cui si chiedeva di "Spanicizzare" i nomi dei club. L'Albacete iniziò a giocare nelle divisioni regionali ottenendo la promozione in Tercera División nel 1942-1943, fino all'inizio degli anni 1980 il club giocò tra Tercera División e categorie regionali con solo due brevi apparizioni in Segunda División, nel 1951-1952 il club non fu neanche in grado di prendere parte al campionato a causa di problemi economici.
Nel 1982 l'Albacete viene promosso in Segunda División B, vincendo la Coppa della Liga di categoria per due volte contro RSD Alcalá e CD Badajoz, fu in questo periodo che l'Abacete ottenne due promozioni consecutive vincendo la Segunda División B nel 1989-1990 e la Segunda División nel 1990-1991, prima squadra spagnola a riuscire nell'impresa. L'Albacete debuttò nella Primera División nella stagione 1991-1992 chiudendola al settimo posto, miglior risultato di sempre per una neopromossa, rimanendo imbattuto per quindici giornate sfiorando la qualificazione in Coppa UEFA. Il club rimase in Primera División per cinque stagioni e raggiunse le semifinali della Coppa del Re nel 1994-1995 dove fu eliminato dal Valencia CF.
Nel 1996 l'Albacete viene retrocesso in Segunda División dopo aver perso lo spareggio con il CF Extremadura (lo perse anche l'anno precedente ma riuscì a mantenere la categoria per via di irregolarità finanziarie di Siviglia e Celta Vigo); da lì inizia un periodo di difficoltà economiche, con continui cambi tecnici e gestionali. Nel 2002-2003 ottiene un'altra promozione in Primera División retrocedendo appena due anni dopo. Nella stagione 2010-2011 dopo diverse stagioni sull'orlo del declino e dopo una cattiva gestione sportiva ed economica, l'Albacete retrocede in Segunda División B.
La permanenza in terza categoria dura tre anni, con una nuova promozione in cadetteria nel 2014. Dopo una nuova retrocessione nel 2016, il club viene acquistato nel 2017 dallo Skyline International Group e staziona per alcuni anni in Segunda División, riguadagnando l'accesso alla seconda categoria dopo una nuova rertocessione in Primera Federación l'anno precedente, nel 2022.

## Colori e simboli

### Evoluzione della divisa
| 1940-1953 | 1953-1985 | 1985-1995 | 1995-2006 | 2006-oggi |

## Strutture

### Stadio
L'Albacete gioca le sue partite casalinghe all'Estadio Carlos Belmonte. Esso ha una capacità totale di 17.102 persone. Inaugurato il 9 settembre 1960, lo stadio ha subito due notevoli ristrutturazioni, le più recenti nel 1998, con l'eliminazione della pista di atletica, e nel 2017. Il suo nome viene dal nome del sindaco che aveva il mandato della città di Albacete nel 1960, Carlos Belmonte. Il primo stadio del club fu il Campo del Parque de Los Mártires dove giocò tra il 1940 e il 1960.

## Società

### Albacete Balompié B
L'Albacete Balompié B è la squadra delle riserve dell'Albacete, fondato nel 1962 gioca attualmente nella Tercera División, campionato che ha disputato per 21 volte, ha partecipato anche a 25 campionati di Regional Preferente. Gioca le partite casalinghe nella Ciudad Deportiva Albacete Balompié.

## Allenatori e presidenti

### Presidenti
- 1940-1943:  Antonio Lozano Matarredona
- 1943-1944:  Luis Bufort Climent
- 1944-1945:  José Zafrilla Valera
- 1945-1949:  Salvador Silvestre e  Alcalde de Baeza
- 1949-1951:  Antonio Soler López
- 1951-1953:  Pedro Monzón Cabedo
- 1953-1954:  Raúl González Verdejo
- 1954-1955:  Joaquín Escrivá Reig
- 1955-1957:  Ramón Doval Amarella
- 1957-1962:  Policarpo Tornero Lájara
- 1962-1963:  Eduardo Monreal Castro
- 1963-1965:  Tomás Cuesta Gómez
- 1965-1966:  Santiago Honrubia Arribas
- 1966-1967:  Ignacio Candel Rubio
- 1967-1968:  Pedro Hoyos Pérez
- 1968-1971:  José Zafrilla Valera
- 1971-1972:  José María Guzmán Carbonell
- 1972-1981:  Fernando Navarro Carrión
- 1981-1988:  Guillermo García Moreno
- 1988-1993:  Rafael Candel Jiménez
- 1993-1995:  José Vicente García Palazón
- 1995-1996:  José Ramón Remiro Brotóns
- 1996-1998:  Agustín Argandoña González
- 1998-1999:  Jesús Martínez Talaya
- 1999-2002:  Mariano López Ruiz
- 2002-2007:  Ángel Contreras Plasencia
- 2007-2009:  Ubaldo González Garrote
- 2009-:  Rafael Candel Jiménez

## Palmarès

### Competizioni nazionali
- Segunda División: 1

1990-1991
- Segunda División B: 2

1989-1990, 2013-2014
- Tercera División: 8

1945-1946, 1946-1947, 1948-1949, 1958-1959, 1960-1961, 1963-1964, 1964-1965, 1981-1982
- Coppa della Liga di Segunda División B: 2

1982-1983, 1984-1985

### Competizioni regionali
- Regional Preferente: 1

1974-1975

## Statistiche e record

### Partecipazioni ai campionati
Dalla stagione 1940-1941 alla 2024-2025 il club ha ottenuto le seguenti partecipazioni ai campionati nazionali:
| Livello | Categoria                             | Partecipazioni | Debutto   | Ultima stagione | Totale |
| ------- | ------------------------------------- | -------------- | --------- | --------------- | ------ |
| 1º      | Primera División                      | 7              | 1991-1992 | 2004-2005       | 7      |
| 2º      | Segunda División                      | 27             | 1949-1950 | 2024-2025       | 27     |
| 3º      | Tercera División / Segunda División B | 36             | 1943-1944 | 2021-2022       | 36     |
| 4º      | Tercera División/ División Regional   | 14             | 1940-1941 | 1981-1982       | 14     |

## Organico

### Rosa 2025-2026
Rosa aggiornata al 27 luglio 2025.
| N. |                        | Ruolo | Calciatore       |
| -- | ---------------------- | ----- | ---------------- |
| 2  | Spagna (bandiera)      | D     | Álvaro Rodríguez |
| 3  | Stati Uniti (bandiera) | D     | Jonathan Gómez   |
| 4  | Spagna (bandiera)      | C     | Agus Medina      |
| 5  | Spagna (bandiera)      | C     | Juan Antonio Ros |
| 6  | Spagna (bandiera)      | C     | Rai Marchán      |
| 7  | Spagna (bandiera)      | A     | Juanma García    |
| 8  | Spagna (bandiera)      | C     | Riki Rodríguez   |
| 9  | Spagna (bandiera)      | A     | Higinio Marín    |
| 10 | Spagna (bandiera)      | C     | Fidel            |
| 11 | Spagna (bandiera)      | C     | José Carlos Lazo |
| 13 | Spagna (bandiera)      | P     | Raúl Lizoain     |

| N. |                    | Ruolo | Calciatore         |
| -- | ------------------ | ----- | ------------------ |
| 14 | Spagna (bandiera)  | D     | Jon García         |
| 15 | Marocco (bandiera) | A     | Nabil Touaizi      |
| 16 | Spagna (bandiera)  | A     | Diego González     |
| 17 | Spagna (bandiera)  | C     | Alejandro Meléndez |
| 18 | Spagna (bandiera)  | C     | Javi Villar        |
| 20 | Spagna (bandiera)  | C     | Antonio Pacheco    |
| 21 | Spagna (bandiera)  | A     | Alberto Quiles     |
| 22 | Spagna (bandiera)  | C     | Jon Morcillo       |
| 24 | Spagna (bandiera)  | D     | Jaume Costa        |
| 27 | Spagna (bandiera)  | D     | Lalo Aguilar       |
| 29 | Spagna (bandiera)  | A     | Javi Rueda         |